# ポリン (タンパク質)

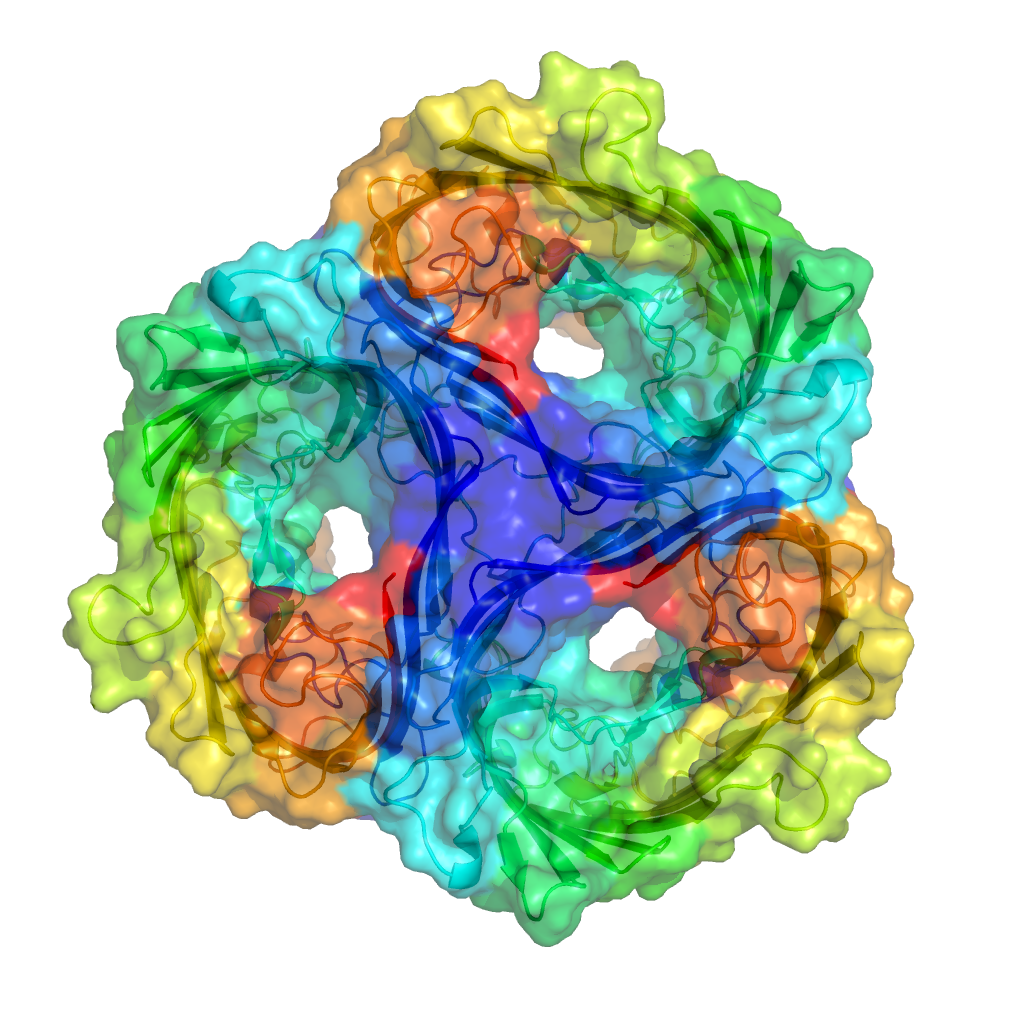
Salmonella typhimuriumのスクロースポリン

ポリン（Porin）は、βバレル構造を含む膜貫通型タンパク質である。他の膜輸送タンパクとは違って、分子の受動的拡散（passive diffusion）を許すほど大きな孔(pore)を持ち、いろいろな種類の分子に特異的なイオンチャネルのような働きをする。ポリンはグラム陰性菌、ミトコンドリア、葉緑体の外膜に存在する。

## 構造

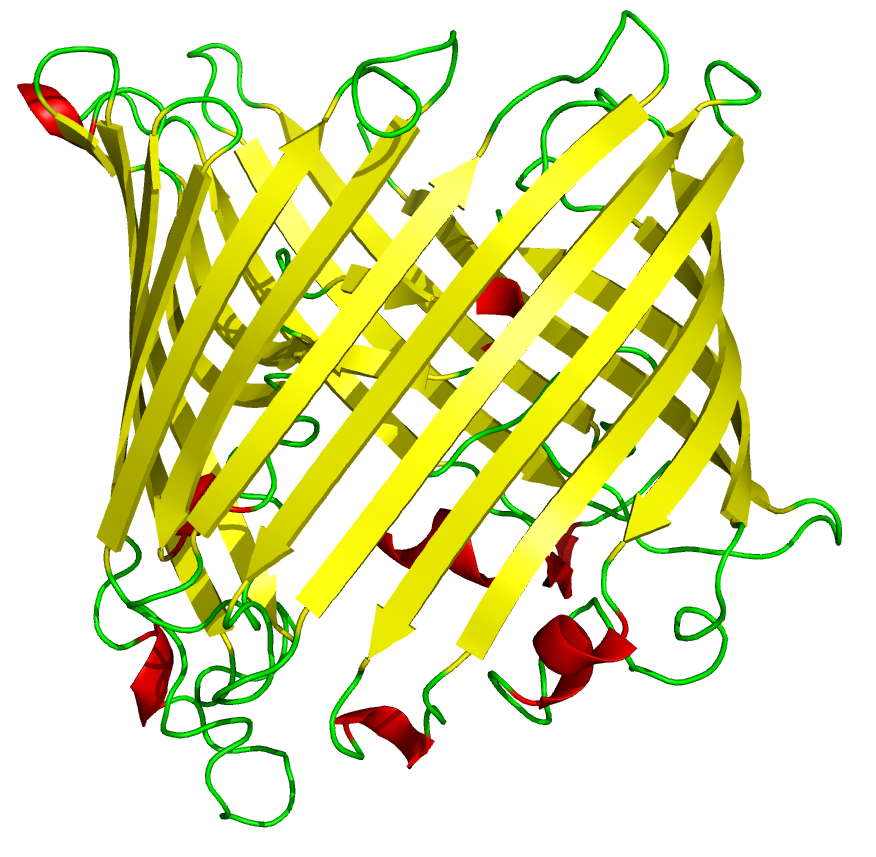
ポリン 1a0sの1つのモノマーの構造。逆平行βバレル構造を持っている。

ポリンはβシート構造で構成されており、通常は細胞質側のβターンとアミノ酸の長いループで結合している。βシートは逆平行であり、βバレルと呼ばれる円筒形の構造を作っている。このβシートでは極性アミノ酸と無極性アミノ酸が交互に並んでいる。無極性アミノ酸は外部に面し無極性脂質と、極性アミノ酸はβバレルの内部に面し水チャネルとそれぞれ相互作用する。
ポリンのチャネルは、空洞の内部に突き出たアイレット（eyelet）と呼ばれるループ構造によって部分的にブロックされる。アイレットは通常、それぞれのバレルの第5と第6ストランドの間に存在し、チャネルを通過できる溶質のサイズを決めている。ほぼ荷電アミノ酸のみがチャネルの両極に並んだ構造をしており、孔全体に横向きの電荷を作り出す。アイレットは4つのGlu、7つのAspによって出来た余剰の負電荷を持っている。この負電荷は2つのカルシウム原子の影響を受け、1つのHis、2つのLys、3つのArgによって出来た正電荷と部分的に打ち消しあう。この不斉配列により、チャネルを通り抜けることが出来る分子が決定されている。

## 細胞における役割
ポリンは一般的に糖、イオン、アミノ酸のような小さな物質の拡散に関与している。
グラム陰性菌の内膜がほとんど透過性を持たないのに対し、外膜はポリンが存在するため1500ダルトン以下の物質を透過させる。
ヌクレオポリンは細胞核の核膜孔を通した輸送に関与するポリンであるが、しばしば全く別個のものと見なされる（たとえばMeSHでの分類が挙げられる）。

## 参考
1. ↑  Branden and Toozle, Introduction to Protein Structure, second edition

- Porins - MeSH・アメリカ国立医学図書館・生命科学用語シソーラス（英語）